# Spanish Town (Brytyjskie Wyspy Dziewicze)
Spanish Town – druga co do wielkości miejscowość na Brytyjskich Wyspach Dziewiczych; na wyspie Virgin Gorda. W latach 1680–1741 była stolicą kolonii.